# Roquefort (Lot y Garona)
 Roquefort  es una población y comuna francesa, en la región de Aquitania, departamento de Lot y Garona, en el distrito de Agen y cantón de Laplume.

## Demografía
| 383 | 497 | 573 | 737 | 980 | 1198 |
| Para los censos de 1962 a 1999 la población legal corresponde a la población sin duplicidades (Fuente: INSEE [Consultar]) |     |     |     |     |      |